# Margaretha de Heer
Margaretha de Heer (Leeuwarden, 1603 – 1665) fue una pintora del siglo de oro neerlandés.

## Biografía
Era hija del pintor de vidrieras Arjen Willems de Heer, y la hermana mayor del artista Gerrit Adriaensz de Heer.
Fue enseñada por su padre, quien mantuvo un gran taller en la esquina del Herestraat y Oude Oosterstraat en Leeuwarden. El 21 de septiembre de 1628 contrajo matrimonio con el pintor Andries Pieters Nyhof o Nieuwhof. Se convirtió en la tía del artista Willem o Guilliam de Heer. Es conocida por sus pinturas de género y estudios de insectos.[
En 1636, el francés Charles Ogier, secretario del cardenal Richelieu visitó varios estudios de artistas de los Países Bajos, incluyendo el De Heer y Wybrand de Geest en Leeuwarden, y escribió en su diario que ella era una buena pintora de pájaros e insectos.

## Fallecimiento
A pesar de que estuvo en Groningen después de su matrimonio, ella regresaba a Leeuwarden con frecuencia y es probable que falleciera allí en 1665. Una calle en Leeuwarden lleva su nombre en su honor.